# Joseph Marioni
Joseph Marioni (* 1943 in Cincinnati, Ohio; † 6. September 2024 in New York) war ein US-amerikanischer Maler.

## Leben und Werk
Joseph Marioni zählt mit seiner Malerei zum Bereich des „Radical Painting“, einer intensiven Auseinandersetzung mit den Parametern der Malerei, wie sie von mit ihm befreundeten Künstlern wie Marcia Hafif, Erik Saxon, Frederic Matys Thursz und Jerry Zeniuk vertreten wurde. Die seit 1970 entstehenden Werke von Joseph Marioni fügen sich zu einem konzeptuell und ästhetisch abgerundetem Œuvre, anhand dessen sich grundlegende Fragen zum Genre der Malerei stellen lassen. Im Spannungsfeld von Farbe, Licht und Malkörper schafft Marioni durch wiederholten Auftrag lasierender Farbschichten nahezu monochrome Arbeiten auf Leinwand, die je nach Lichteinfall und Betrachterposition die ihnen zu Grunde liegenden Farbschichten freilegen.

„Bei den technischen Fragen, die mich interessieren, geht es darum, wie das körperliche Material des Gemäldes – Acryl und Leinwand auf einem Keilrahmen – in einem unmittelbaren Zusammenhang mit der visuellen Identität des Gemäldes als Bild steht. Für mich ist die konkrete Realität des Gemäldes – seine Gestaltidentität – das Bild. ... Ich möchte nicht, dass das Gemälde auf mich zurückverweist. Ich will, dass der Betrachter die Schichten aus flüssiger Farbe wahrnimmt. Meine Malerei wird nicht von der Zusammensetzung der Farbe bestimmt, sondern von der Struktur des Gemäldes.“

Joseph Marioni war in zahlreichen Einzel- und Gruppenausstellungen in den USA und Europa vertreten. Seine Werke sind in wichtigen privaten und öffentlichen Sammlungen vertreten, z. B. Whitney Museum of American Art, New York, San Francisco Museum of Art, Kolumba (Museum) Köln, Kunstmuseum Wolfsburg, Kunstmuseum Basel und Kunstmuseum St. Gallen. Joseph Marioni lebte und arbeitete in New York. Die Galerie Rolf Hengesbach gab am 10. September 2024 die Nachricht seines Todes bekannt.

## Einzelausstellungen (Auswahl)
- 2006: Peter Blum Chelsea, New York, USA
- 2007: Liquid Light, Wade Wilson Art, Houston, USA
- 2007: University Art Gallery, University of Massachusetts, New Bedford, USA
- 2008: Liquid Light, McNay Art Museum, San Antonio, USA
- 2008: Drawing Color – between Black and White, Galerie Mark Müller, Zürich, Schweiz
- 2009: Beneath the Seen, Wade Wilson Art, Houston, USA
- 2010: Baronian-Francey, Brüssel, Belgien
- 2011: 90 Years of New: Joseph Marioni, The Phillips Collection, Washington, USA
- 2012: Painting, Hengesbach Gallery, Berlin, Deutschland
- 2013: Marioni/MacPherson, UQ Art Museum, St. Lucia, Queensland, Australien
- 2013:  Painting at Seventy, Galerie Mark Müller, Zürich, Schweiz
- 2013: Joseph Marioni, Museum gegenstandsfreier Kunst, Otterndorf, Deutschland

## Gruppenausstellungen (Auswahl)
- 2002: Claude Monet ...up to digital impressionism, Fondation Beyeler, Basel, Schweiz
- 2003: Seeing Red–Contemporary Nonobjective Painting[5], Hunter College Gallery, New York, USA (u. a. mit Richard Anuszkiewicz, Bernard Aubertin, Lutz Becker, Christiane Conrad, Rupprecht Geiger, Raimund Girke, Kuno Gonschior, Edgar Hofschen, Gottfried Honegger, Raimer Jochims, Otto Piene, Rolf Rose, Andrea Schomburg)
- 2004: Die Farbe hat mich II–Neuerwerbungen des Karl Ernst Osthaus - Museum, Hagen[6], (mit u. a. Christiane Conrad, Gottfried Honegger, Andrea Schomburg, Frederic Matys Thursz, Peter Tollens, Dieter Villinger, Herman de Vries)
- 2004: MONOCROMOS – VARIACLONES VARIATIONS ON MONOCHROME, Reina Sofia, Madrid, Spanien
- 2007: Cincinnati Collects, Contemporary Arts Center, Cincinnati, USA
- 2008: American Art Since 1945: In a New Light, McNay Art Museum, San Antonio, USA
- 2009: Extreme Possibilities | New Modernist Paradigms, The Painting Center, New York, USA
- 2010: Alberto Giacometti – Der Ursprung des Raums, Kunstmuseum Wolfsburg, Deutschland
- 2010: Noli me tangere!, Kolumba Museum, Köln, Deutschland
- 2011: Incidents Maîtrisés, Espace de l’Art Concret, Mouans-Sartoux, Frankreich
- 2011: Farbe im Fluß, Museum für moderne Kunst Bremen, Deutschland
- 2011: The Long Curve: 150 Years of Visionary Collecting at the Albright-Knox Art Gallery, Albright-Knox Art Gallery, Buffalo, USA
- 2012: For Example Painting, Galerie Mark Müller, Zürich, Schweiz
- 2012: Joseph Marioni & William Eggleston, Galerie Hengesbach, Berlin, Deutschland
- 2013: Farblichter, Kunstraum Alexander Bürkle, Freiburg, Deutschland
- 2013: Reason and Belonging. John Zinsser and Related Painters, kunstgaleriebonn, Bonn, Deutschland
- 2017: GANZ KONKRET Teil II - Alan Ebnother und Joseph Marioni,[7] Galerie Klaus Braun, Stuttgart, Deutschland